# Vårst
Vårst of Vaarst is een plaats in de Deense regio Noord-Jutland, gemeente Aalborg. De plaats telt 432 inwoners (2008).